# وبصان
وَبْصَان أو وُبْصَان أو وَبُصَان أو وَبِصَان أو الوَبَّاص أو بُصَان أو بَصَنَّى أسماء شهر ربيع الآخر في الجاهلية، وهو الشهر الرابع من شهور السنة في الجاهلية.
أصل التسمية
سُمّي بذلك لوَبِيص السلاح فيه أَي بَريقه، من وبَصَ الشيءُ يَبِصُ وَبْصاً ووَبِيصاً وبِصَةً: بَرَقَ ولمَع.